# Evolve (음반)
| 전문가 평가             | 전문가 평가 |
| 총 점수                 | 총 점수     |
| 출처                    | 점수        |
| ----------------------- | ----------- |
| AnyDecentMusic?         | 4.6/10      |
| 메타크리틱              | 47/100      |
| 평가 점수               |             |
| 출처                    | 점수        |
| AllMusic                | [ 3 ]       |
| The Guardian            | [ 4 ]       |
| The Independent         | [ 5 ]       |
| The Irish Times         | [ 6 ]       |
| London Evening Standard | [ 7 ]       |
| Newsday                 | B+          |
| NME                     | [ 9 ]       |
| Rolling Stone           | [ 10 ]      |
| State                   | [ 11 ]      |
| The Times               | [ 12 ]      |

《Evolve》(《ƎVOLVE》로 양식화함)는 2017년 6월 23일, 키디나코너와 인터스코프 레코드가 발표한 미국의 팝 록 밴드 이매진 드래곤스의 세 번째 스튜디오 음반이다. 그들의 이전 음반인 《Smoke + Mirrors》 (2015년)와 각각의 월드 투어가 발표된 후, 2016년을 위한 자체적인 공백과 그들의 소셜 미디어를 통한 밴드의 비밀스러운 메시지가 그들의 세 번째 음반에 대한 기대를 갖게 되었다. 그것은 마침내 선주문 시작과 함께 2017년 5월 9일에 발표되었다. 《Smoke + Mirrors》와 2012년 데뷔한 《Night Visions》에 비해, 프런트맨인 댄 레이놀즈는 이 음반을 밴드의 "진화"라고 불렀다.
《Evolve》는 미국 빌보드 200에서 2위를 차지했고 비평가들로부터 엇갈린 평가를 받았다. 어떤 이들은 진화의 주장을 인정했고, 다른 이들은 생기가 없고 상업 지향적이라고 묘사했다. 싱글 〈Believer〉, 〈Thunder〉, 〈Whatever It Takes〉, 〈Next to Me〉와 함께 홍보되었으며, 라이브 네이션에서 제작하여 2017년 9월에 시작한 그룹러브와 K.플레이를 지원하였다. 이 음반은 또한 제60회 그래미 시상식에서 그래미 어워드 최우수 팝 보컬 음반 후보에 올랐다.

## 배경
2016년 2월 두 번째 음반 《Smoke + Mirrors》의 성공과 10개월간의 월드 투어가 끝난 후, 이매진 드래곤스의 멤버들은 밴드에서 휴식을 취하겠다고 다짐했다. 《빌보드》와의 인터뷰에서 리드 싱어 댄 레이놀즈는 "우리(이매진 드래곤스)가 6년 동안 멈추지 않았기 때문에 최소한 1년은 쉬어야 했다"고 설명했다. 2016년 내내 이 밴드는 여러 쇼에서 연주하는 것뿐만 아니라, 《미 비포 유》, 《수어사이드 스쿼드》, 《패신저스》의 사운드트랙에 곡을 기여했다.
이 밴드는 2016년 9월 13일, 기타리스트 웨인 서몬의 사진을 밴드의 녹음 스튜디오에 올려놓고, 이후 4개월 동안 계속해서 비밀스러운 메시지를 발표하면서 그들의 세 번째 음반을 처음 놀리기 시작했다. 2017년 1월 24일 밴드는 트위터를 통해 "goodnight +"라는 글을 올려 《Smoke + Mirrors》 음반 주기를 사실상 마감했다.

## 구성
레이놀즈는 이 음반이 《Night Visions》과 《Smoke + Mirrors》와 비교했을 때 "이매진 드래곤스를 위한 진화"라고 언급했다. 이 음반의 사운드는 알앤비, 힙합, EDM의 요소를 포함하고 있는 동안 팝 록으로 묘사되어 왔다.

## 상업적 성과
《Evolve》는 147,000장의 앨범 등가 단위로 미국 빌보드 200에서 2위로 데뷔했으며, 그 중 109,000장은 순수 음반 판매였다. 이 음반은 이매진 드래곤스의 세 번째 톱 5 음반이다. 2018년 9월 21일, 미국 음반 산업 협회로부터 2배 플래티넘 인증을 받았다.

## 곡 목록
| #   | 제목                       | 작사·작곡                                                                      | 프로듀서              | 재생 시간 |
| --- | -------------------------- | ------------------------------------------------------------------------------ | --------------------- | --------- |
| 1.  | 〈I Don't Know Why〉       | 댄 레이놀즈, 웨인 서몬, 벤 맥키, 다니엘 플라츠맨, 매트맨 & 로빈, 저스틴 트랜터 | 매트맨 & 로빈         | 3:10      |
| 2.  | 〈Whatever It Takes〉      | 레이놀즈, 서몬, 맥키, 플라츠맨, 조엘 리틀                                      | 리틀                  | 3:21      |
| 3.  | 〈Believer〉               | 레이놀즈, 서몬, 맥키, 플라츠맨, 매트맨 & 로빈, 트랜터                          | 매트맨 & 로빈         | 3:24      |
| 4.  | 〈Walking the Wire〉       | 레이놀즈, 서몬, 맥키, 플라츠맨, 매트맨 & 로빈, 트랜터                          | 매트맨 & 로빈         | 3:52      |
| 5.  | 〈Rise Up〉                | 레이놀즈, 서몬, 맥키, 플라츠맨, 존 힐                                          | 힐                    | 3:51      |
| 6.  | 〈I'll Make It Up to You〉 | 레이놀즈, 서몬, 맥키, 플라츠맨, 팀 랜돌프                                      | 랜돌프                | 4:22      |
| 7.  | 〈Yesterday〉              | 레이놀즈, 서몬, 맥키, 플라츠맨, 알렉스 다 키드, 제이슨 데수지오                | 다 키드, 데수지오     | 3:25      |
| 8.  | 〈Mouth of the River〉     | 레이놀즈, 서몬, 맥키, 플라츠맨, 랜돌프                                         | 랜돌프                | 3:41      |
| 9.  | 〈Thunder〉                | 레이놀즈, 서몬, 맥키, 플라츠맨, 다 키드, 데수지오                              | 다 키드, 데수지오     | 3:07      |
| 10. | 〈Start Over〉             | 레이놀즈, 서몬, 맥키, 플라츠맨, 매트맨 & 로빈, 트랜터                          | 매트맨 & 로빈, 트랜터 | 3:06      |
| 11. | 〈Dancing in the Dark〉    | 레이놀즈, 서몬, 맥키, 플라츠맨, 다 키드                                        | 다 키드               | 3:53      |

## 인증
| 국가                                                                                         | 인증        | 판매량/출하량 |
| -------------------------------------------------------------------------------------------- | ----------- | ------------- |
| 오스트리아 (IFPI 오스트리아)                                                                 | 플래티넘    | 15,000        |
| 브라질 (Pro-Música Brasil)                                                                   | 2× 플래티넘 | 80,000        |
| 캐나다 (뮤직 캐나다)                                                                         | 2× 플래티넘 | 160,000       |
| 덴마크 (IFPI Danmark)                                                                        | 2× 플래티넘 | 40,000        |
| 프랑스 (SNEP)                                                                                | 3× 플래티넘 | 300,000       |
| 독일 (BVMI)                                                                                  | 골드        | 100,000       |
| 이탈리아 (FIMI)                                                                              | 3× 플래티넘 | 150,000       |
| 멕시코 (AMPROFON)                                                                            | 2× 플래티넘 | 120,000       |
| 네덜란드 (NVPI)                                                                              | 플래티넘    | 50,000        |
| 뉴질랜드 (RMNZ)                                                                              | 2× 플래티넘 | 30,000        |
| 노르웨이 (IFPI 노르웨이)                                                                     | 2× 플래티넘 | 40,000*       |
| 폴란드 (ZPAV)                                                                                | 2× 플래티넘 | 40,000        |
| 포르투갈 (AFP)                                                                               | 골드        | 7,500^        |
| 싱가포르 (RIAS)                                                                              | 플래티넘    | 10,000*       |
| 스페인 (PROMUSICAE)                                                                          | 골드        | 20,000        |
| 스웨덴 (GLF)                                                                                 | 플래티넘    | 30,000        |
| 영국 (BPI)                                                                                   | 플래티넘    | 300,000       |
| 미국 (RIAA)                                                                                  | 3× 플래티넘 | 3,000,000     |
| *판매량을 기반으로 한 인증 · ^출하량을 기반으로 한 인증 · 판매량+스트리밍을 기반으로 한 인증 |             |               |